# Ett dockhem (novell)
Ett dockhem är en novell av August Strindberg som ingår i novellsamlingen Giftas.  

## Bakgrund
Upprinnelsen till "Ett dockhem" var att Henrik Ibsen 1879 hade författat en pjäs med detta namn. Strindberg som hade en mycket konservativ syn på könsrollerna förfärades över Ibsens pjäs, där kvinnan i äktenskapet lösgör sig från könsrollen. Tidigare hade Strindberg beundrat Ibsen, men Ett dockhem ledde till en brytpunkt där Ibsen blev föremål för livslångt hat. 

## Handling
Novellen skildrar ett genomlyckligt äktenskap mellan en sjöofficer Pall och hans fru "Gullan". Men medan han är ute på en långtur på sex månader kommer ormen in i paradiset. Ormen utgörs av en lång och tanig emancipationsfröken Ottilia med kortskuret hår. Hon klargör med hjälp av Ibsens Et dukkehjem för frun att hennes samliv med mannen inte varit något korrekt äktenskap. Maken får ett brev från hustrun där han får höra att deras äktenskap inte varit av det rätta "förandligade" slaget utan bara sinnligt och jordiskt.
Det är inte roligt för gamle Pall när han kommer hem och upptäcker hur Ottilia ställt till det mellan honom och hans Gurli, som inte längre vill vara hans riktiga hustru på det jordbundna viset. Han beslutar sig för att göra frun svartsjuk. Det börjar med att Ottilia och han upptäcker att de har gemensamma intressen på statistikens område. De sitter och diskuterar och kalkylerar sedlighetsstatistik halva dagarna tillsammans, och Gurli får bara höra på. Kaptenen drar sig inte för att kyssa sin nya vän rakt på munnen i hustruns närvaro, och sedan följer han henne hem om kvällarna och blir borta länge. Det tar skruv. Det börjar bli lite kyligare mellan de såta väninnorna. Och en dag kommer Ottilia och anförtror kaptenen att Gurli varit ovänlig mot henne och kallat henne kokett. När mannen då inför hustrun tar sin nyförvärvade väninna i försvar, brister Gurli i gråt och kallar henne för nucka. Så blir det en gråtscen och därpå en stor försoningsscen mellan man och hustru på Lidingöbro värdshus. Och sedan är de som nygifta igen.